# Dmitri Botxarov
Dmitri Botxarov (en rus: Дмитрий Бочаров; nascut el 20 d'octubre de 1982) és un jugador d'escacs rus, que té el títol de Gran Mestre des de 2003.
A la llista d'Elo de la FIDE del juliol de 2021, hi tenia un Elo de 2524 punts, cosa que en feia el jugador número 95 (en actiu) de Rússia. El seu màxim Elo va ser de 2647 punts, a la llista de gener de 2009 (posició 80 al rànquing mundial).

## Resultats destacats en competició
El 2003 va empatar als llocs 1r–7è amb Vladímir Burmakin, Eduardas Rozentalis, Philipp Schlosser, Oleksandr Aresxenko, Jakov Geller i Ievgueni Miroixnitxenko a l'obert de Cappelle-la-Grande.
El 2004, fou primer al Festival d'Abu Dhabi, per davant de Pentala Harikrishna.
A finals d'any 2005, va participar en la Copa del món de 2005 a Khanti-Mansisk, un torneig classificatori per al cicle del Campionat del món de 2007, on va tenir una actuació regular, i fou eliminat en segona ronda per Gata Kamsky.
El 2006 va guanyar la 14a edició del Memorial Txigorin a Sant Petersburg.
El 2009, empatà als llocs 1r-4t amb Sergey Volkov, ígor Lissi, Aleksandr Rakhmanov, Valerij Popov, Denís Khismatul·lin, Dmitri Andreikin i Dmitri Kókarev a l'obert de Vorónej.
El 2011 fou primer al Memorial Txigorin a St. Petersburg.